# Ante Rebić
Ante Rebić (* 21. September 1993 in Split) ist ein kroatischer Fußballspieler. Der Flügelspieler steht in Diensten von Hajduk Split und ist ehemaliger Nationalspieler.

## Karriere

### Vereine

#### Bis 2013: Anfänge in Kroatien
Rebić begann seine Karriere in der Jugend des kroatischen Vereins Vinjani. 2008 wechselte er in die Jugendabteilung des kroatischen Zweitligisten NK Imotski. Nach guten Leistungen wechselte er 2010 zum Erstligisten RNK Split. Im Januar 2011 wurde Rebić in den Profikader aufgenommen. Sein Debüt gab er im Mai 2011, als er gegen Dinamo Zagreb eingewechselt wurde und in der Schlussphase den Ausgleichstreffer erzielte. Im Sommer unterzeichnete er seinen ersten Profivertrag mit einer Laufzeit von drei Jahren.

#### 2013–2016: Wechsel nach Florenz und Leihgeschäfte
Rebić wechselte am 28. August 2013 zum italienischen Erstligisten AC Florenz und unterschrieb einen Fünfjahresvertrag. Im Sommer 2014 wurde er an den deutschen Zweitligisten RB Leipzig ausgeliehen. In Leipzig konnte er sich allerdings nicht durchsetzen und kam lediglich auf zehn Einsätze in der 2. Bundesliga.
Zur Saison 2015/16 kehrte Rebić nach Florenz zurück und kam in der ersten Saisonhälfte zu vier Einsätzen, in denen er ein Tor erzielte. Am 14. Januar 2016 wechselte er bis zum Saisonende innerhalb der Serie A zu Hellas Verona. Dort konnte er mit zehn Einsätzen ohne eigenen Torerfolg den Abstieg des Klubs in die Serie B nicht verhindern.

#### 2016–2019: Durchbruch und Pokalsieg in Frankfurt

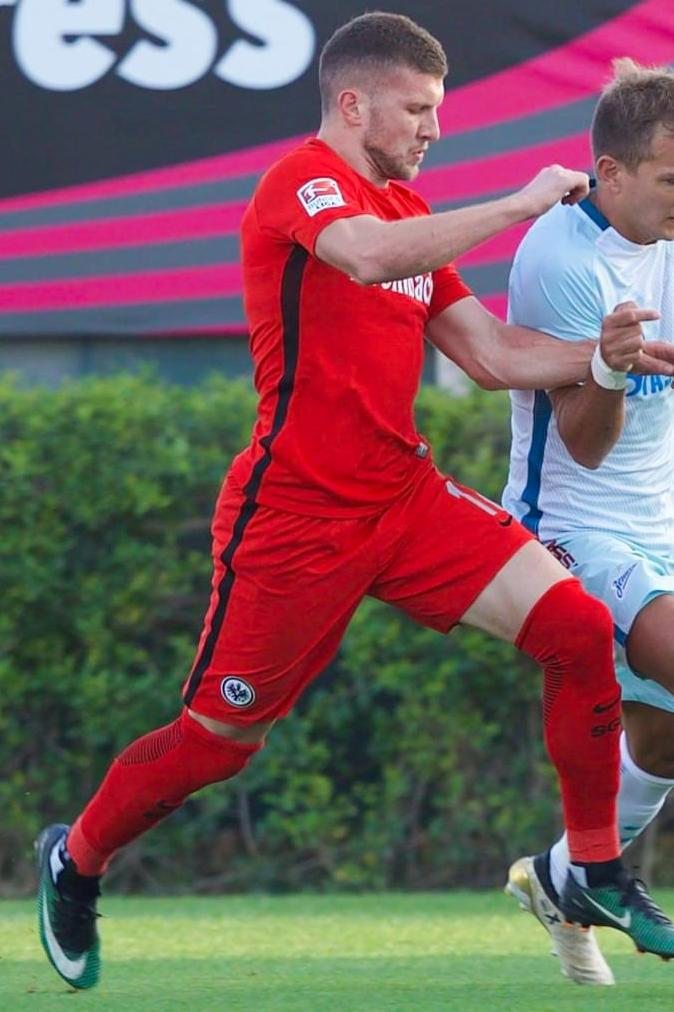
Rebić im Trikot von Eintracht Frankfurt (2017)

Zur Saison 2016/17 wurde Rebić für ein Jahr leihweise vom Bundesligisten Eintracht Frankfurt unter Vertrag genommen. Kurz vor Beginn der Bundesliga-Saison wurde bei ihm Pfeiffersches Drüsenfieber festgestellt, so dass sich sein Bundesliga-Debüt bis Mitte September 2016 verzögerte. Bis Saisonende kam er auf 24 Ligaeinsätze, in denen er 2 Tore erzielte. Im DFB-Pokal erreichte er mit den Frankfurtern das Endspiel gegen Borussia Dortmund, in dem er das zwischenzeitliche 1:1 erzielte, letztlich jedoch mit seiner Mannschaft mit 1:2 unterlag. Da die Eintracht eine im Leihvertrag verankerte Kaufoption nicht gezogen hatte, kehrte Rebić mit Ablauf der Leihe vorerst nach Florenz zurück.
Nachdem Rebić in Florenz in den ersten Saisonspielen nicht im Kader gestanden hatte, lieh ihn Eintracht Frankfurt am letzten Tag der Transferperiode erneut bis zum Ende der Saison 2017/18 aus. Durch seinen Einsatz im Pokalspiel am 20. Dezember 2017 gegen den 1. FC Heidenheim gingen die Transferrechte an Rebić zum 1. Juli 2018 an die Eintracht über und sein Vertrag wurde bis zum 30. Juni 2021 verlängert. In der Bundesliga absolvierte der Kroate in jener Spielzeit 25 Partien mit 2 Torerfolgen. Im DFB-Pokal spielte er sich mit der Mannschaft erneut bis ins Finale, in dem Rebić am 19. Mai 2018 die Tore zum 1:0 und 2:1 gegen den FC Bayern München erzielte. Damit legte er den Grundstein zum 3:1-Sieg und dem ersten Titelgewinn der Eintracht nach 30 Jahren.
Im August 2018 verlängerte Rebić seinen Vertrag in Frankfurt vorzeitig bis 2022. In der Saison 2018/19 bildete er mit seinen Teamkollegen Sébastien Haller und Luka Jović ein Sturmtrio, das in den Medien aufgrund ihrer körperlichen Präsenz als „Büffelherde“ bezeichnet wurde. Rebić kam in der Bundesliga auf 9 erzielte Tore in 28 Spielen. In der Europa League drang er mit der Eintracht als Stammspieler bis ins Halbfinale vor und scheiterte mit seiner Mannschaft dort am FC Chelsea.

#### 2019–2023: Italienischer Meister mit der AC Mailand
Anfang September 2019 wechselte Rebić am letzten Tag der Transferperiode im Tausch mit André Silva in die Serie A zur AC Mailand. Beide Spieler wurden jeweils für zwei Jahre ausgeliehen. Der Sportvorstand Fredi Bobic erklärte, dass man sich zunächst auf Leihgeschäfte geeinigt habe, um ohne Zeitdruck über die Ablösesummen verhandeln zu können. Für Milan absolvierte der Kroate in der Hinrunde 7 Pflichtspiele ohne Torbeteiligung, anschließend steigerten sich seine Leistungen und er erzielte 11 Tore in 18 Rückrundenpartien.
Kurz vor dem Beginn der Spielzeit 2020/21 wurde Rebić von der AC Mailand fest verpflichtet und mit einem bis zum 30. Juni 2025 laufenden Vertrag ausgestattet. In der Saison 2021/22 konnte er aufgrund von Verletzungen im Herbst und Winter in zwölf Spielen nicht antreten und danach nur eine volle Halbzeit absolvieren, schoss daher lediglich zwei Tore in 24 Spielen und gewann dennoch mit seiner Mannschaft die Meisterschaft.

#### 2023–2024: Beşiktaş Istanbul
Am 31. Juli 2023 wechselte Rebić zum türkischen Verein Beşiktaş Istanbul in die Süper Lig. Nach nur einem Jahr wurde der Vertrag in gegenseitigem Einvernehmen aufgelöst.

#### 2024–2025: US Lecce
Am 26. August 2024 unterschrieb Rebić einen Vertrag beim italienischen Erstligisten US Lecce.

#### Seit 2025: Hajduk Split
Im August 2025 wechselte er in seine kroatische Heimat zu Hajduk Split und unterschrieb dort einen Vertrag bis 2026.

### Nationalmannschaft

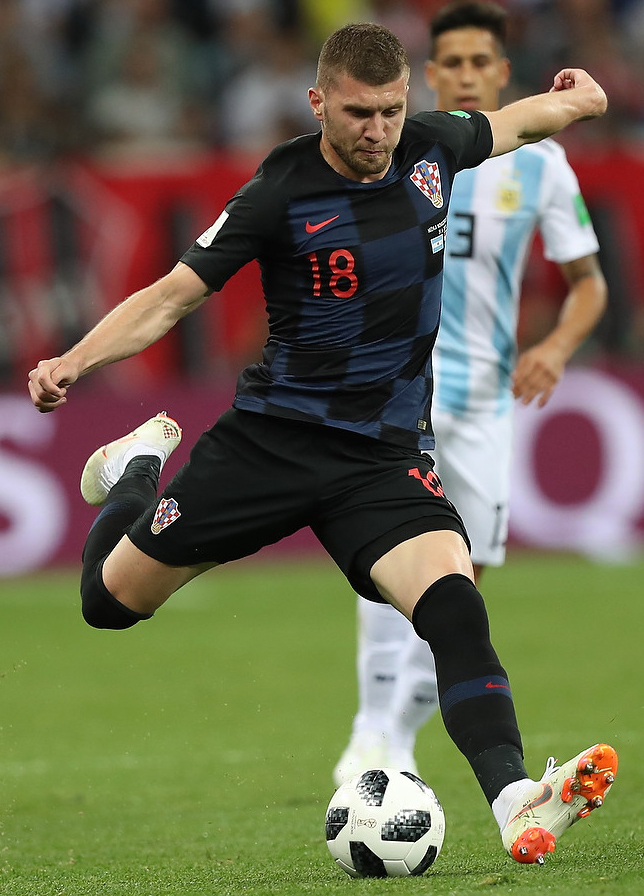
Rebić bei der WM 2018 im Gruppenspiel gegen Argentinien

Rebić durchlief von der U18 an alle Junioren-Nationalmannschaften Kroatiens. Am 14. August 2013 debütierte er beim 3:2-Sieg im Testspiel gegen Liechtenstein in der A-Nationalmannschaft und erzielte dabei sein erstes Tor. Für die Weltmeisterschaft 2014 in Brasilien wurde er in den kroatischen Kader berufen und kam in allen drei Gruppenspielen seiner Mannschaft zum Einsatz, die sie als Dritter beendete und ausschied. Bei der Weltmeisterschaft 2018 in Russland stand er erneut im kroatischen Aufgebot. Dort erzielte er am 21. Juni 2018 beim 3:0-Sieg im Gruppenspiel gegen Argentinien mit dem Treffer zum zwischenzeitlichen 1:0 sein erstes WM-Tor. Im Turnier spielte Rebić sechsmal und wurde mit seiner Mannschaft nach einer 2:4-Niederlage im Finale gegen Frankreich Vizeweltmeister. Bei der Europameisterschaft 2021 war er Bestandteil des kroatischen Kaders, welcher bei dem Turnier im Achtelfinale gegen Spanien ausschied.

## Erfolge
Eintracht Frankfurt
- DFB-Pokal-Sieger: 2018
  - Finalist: 2017

AC Mailand
- Italienischer Meister: 2021/22

Nationalmannschaft
- Vize-Weltmeister: 2018